# Državna cesta D50
D50 je državna cesta u Hrvatskoj. Ukupna duljina iznosi 104,2 km.

## Vanjske poveznice
|  | Zajednički poslužitelj ima još gradiva o temi Državna cesta D50 |